# Escuela de Arte Algeciras
La Escuela de Artes y Oficios, llamada desde el año 2013 Escuela de Arte Algeciras (provincia de Cádiz, España), es un centro docente que se encuentra situado en la calle Fray Tomás del Valle junto a la antigua playa de Los Ladrillos y es uno de los inmuebles de la ciudad inscritos en el Catálogo General de Patrimonio Histórico Andaluz por la Junta de Andalucía.
El edificio, perteneciente al movimiento moderno, se encuentra enmarcado dentro de lo que ha venido en llamarse arquitectura orgánica.
Fue construido a partir del diseño del arquitecto jienense Fernando Garrido Rodríguez en el año 1971 y obtuvo el primer premio de Arquitectura en la Exposición Nacional de Bellas Artes de 1968. La construcción, concebida desde un primer momento como centro educativo fue inaugurada por el ministro de Educación y Ciencias José Luis Villar Palasí el 18 de junio de 1971.

## Arquitectura

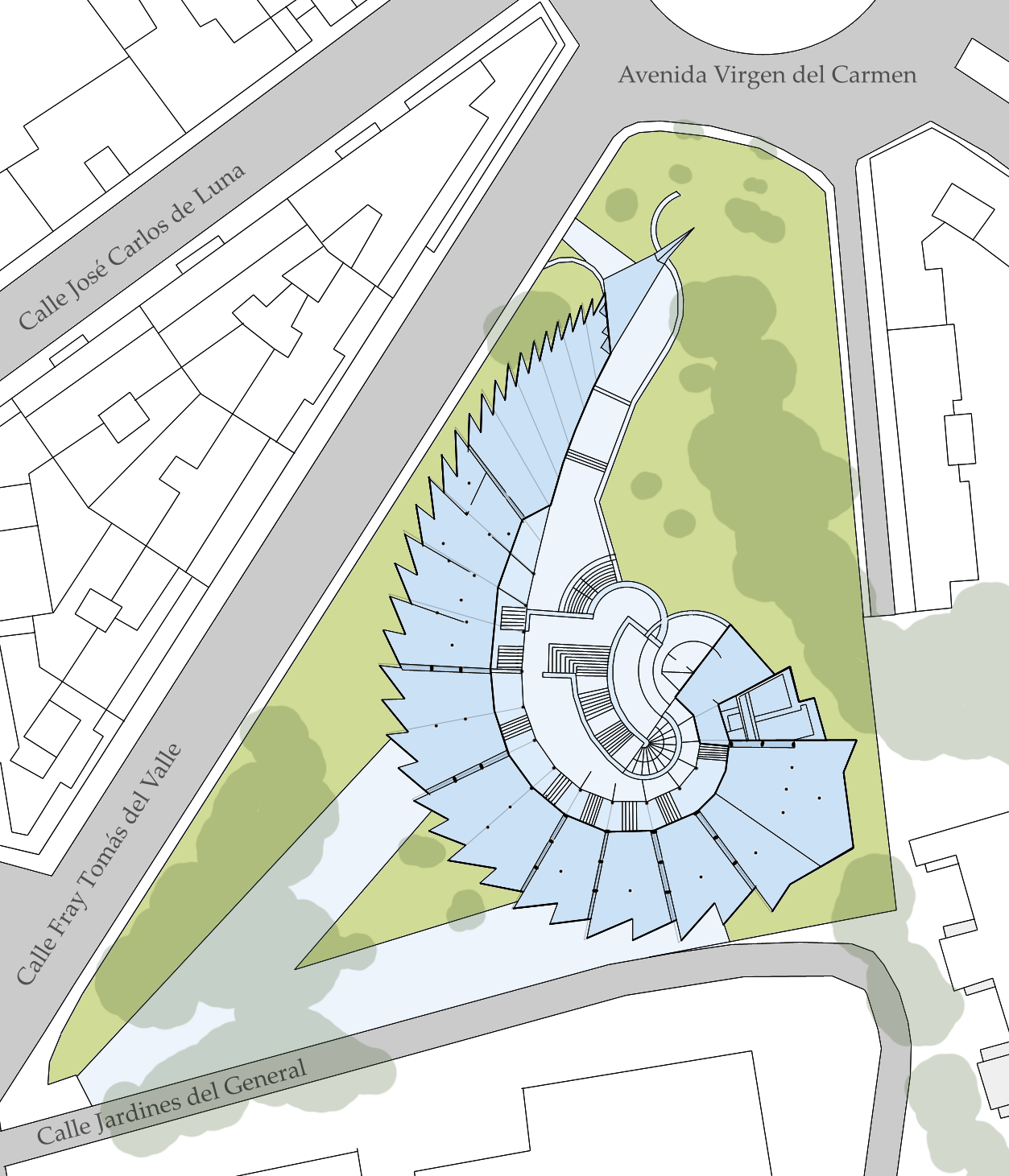
Plano general del edificio.

El edificio de la Escuela de Arte de Algeciras es uno de los escasos ejemplos de arquitectura moderna de la localidad y fue diseñado para ser uno de los referentes arquitectónicos de la ciudad, adelantándose a la denominada arquitectura orgánica por su funcionalidad. Los materiales de construcción empleados en el inmueble fueron una estructura de acero con paredes de ladrillo enfoscadas y pintadas. Fue concebido para salvar el desnivel existente entre la Avenida Virgen del Carmen y la calle Capitán Ontañón y para ello desarrolla una planta en espiral alrededor de un patio central arbolado que representa, según el propio autor, una caracola marina. El edificio posee varios niveles que se comunican entre sí alrededor del patio a través de una galería porticada con escaleras. Las paredes exteriores de la construcción muestran perfil denticulado con numerosos ventanales que iluminan unas estancias internas amplias. El centro de la espiral está ocupado por un edificio de gran volumen con dos láminas verticales curvadas que establecen un hito visual de gran impacto. El extremo de la espiral, por su parte, está formado por una lámina triangular horizontal que hace de porche a la entrada peatonal del recinto. El diseño original del edificio ha sido enmascarado por la exagerada volumetría de las construcciones adyacentes perdiendo de este modo parte de su impacto visual.
En el año 2021 finalizaron una serie de obras de reforma que devolvieron el edificio a su estado original, resolviendo importantes problemas de oxidación de la estructura metálica, y se iluminó la fachada para recuperar la visibilidad de su arquitectura.

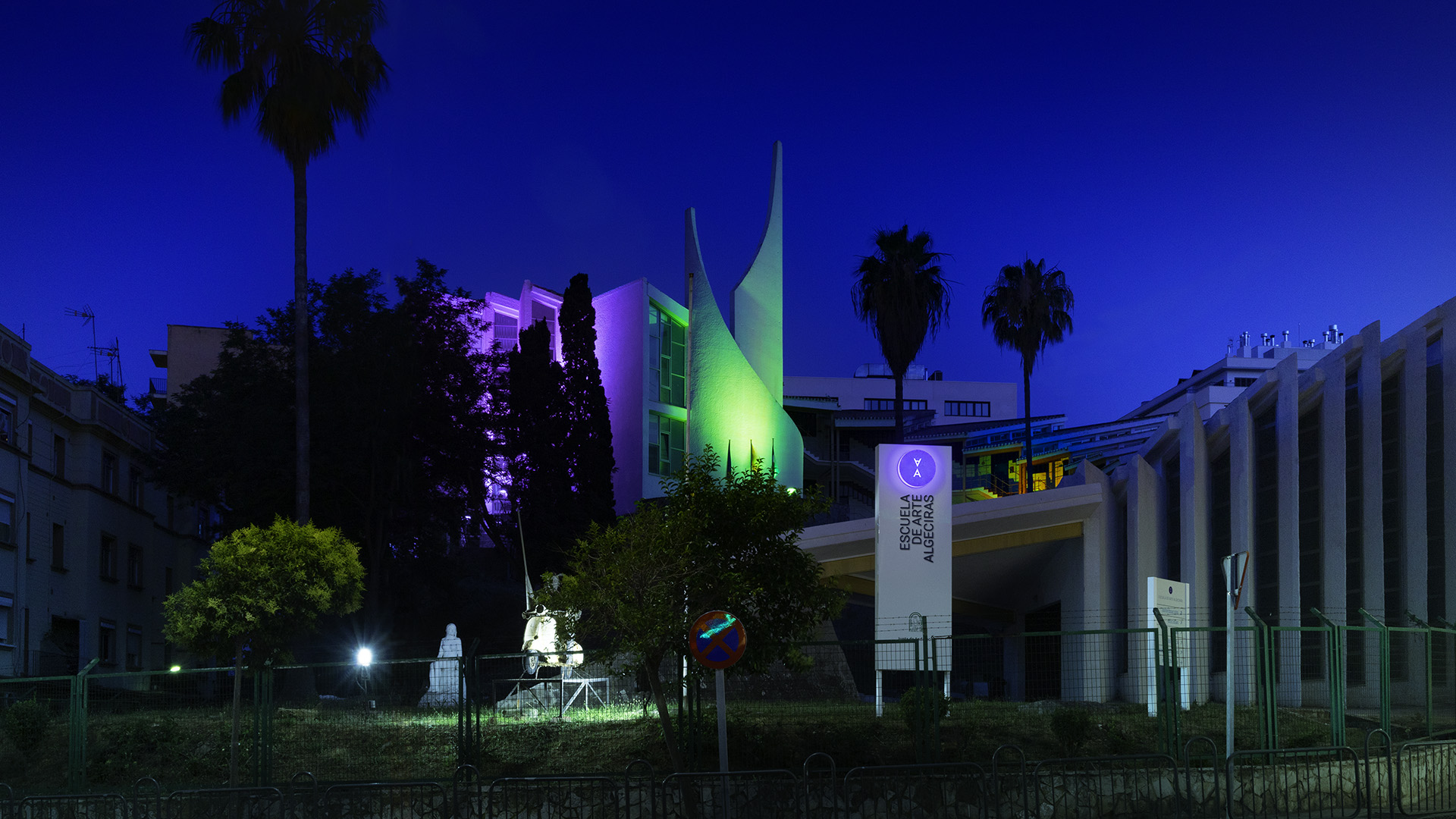
Iluminación nocturna de la Escuela de Arte Algeciras

Los jardines interiores contienen numerosas especies vegetales de valor que, a pesar de ocultar en ciertas zonas el edificio, se integran con su estructura. En los espacios verdes es posible encontrar dos esculturas, una representando al El Quijote, obra de Carlos Alfonso Ortega y parte del alumnado en 2004 y otra denominada La Doncella obra de Carlos Gómez de Avellaneda.

## Oferta académica
Actualmente, es la sede principal de la Escuela de Arte Algeciras, ofreciendo la posibilidad de cursar tanto el Bachillerato artístico, como los Ciclos Formativos de Grado Superior en Artes Plásticas y Diseño, en las especialidades de Recubrimientos Cerámicos, Fotografía, Diseño Gráfico, Diseño de Interiores, Diseño Audiovisual y Cómic.